# Karl Leuthner

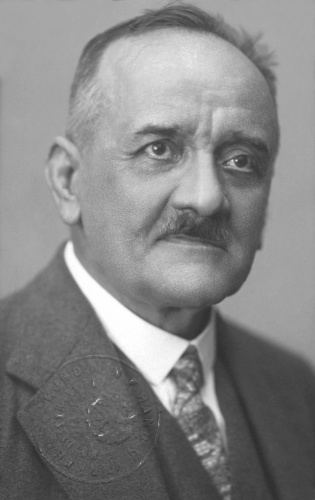
Karl Leuthner

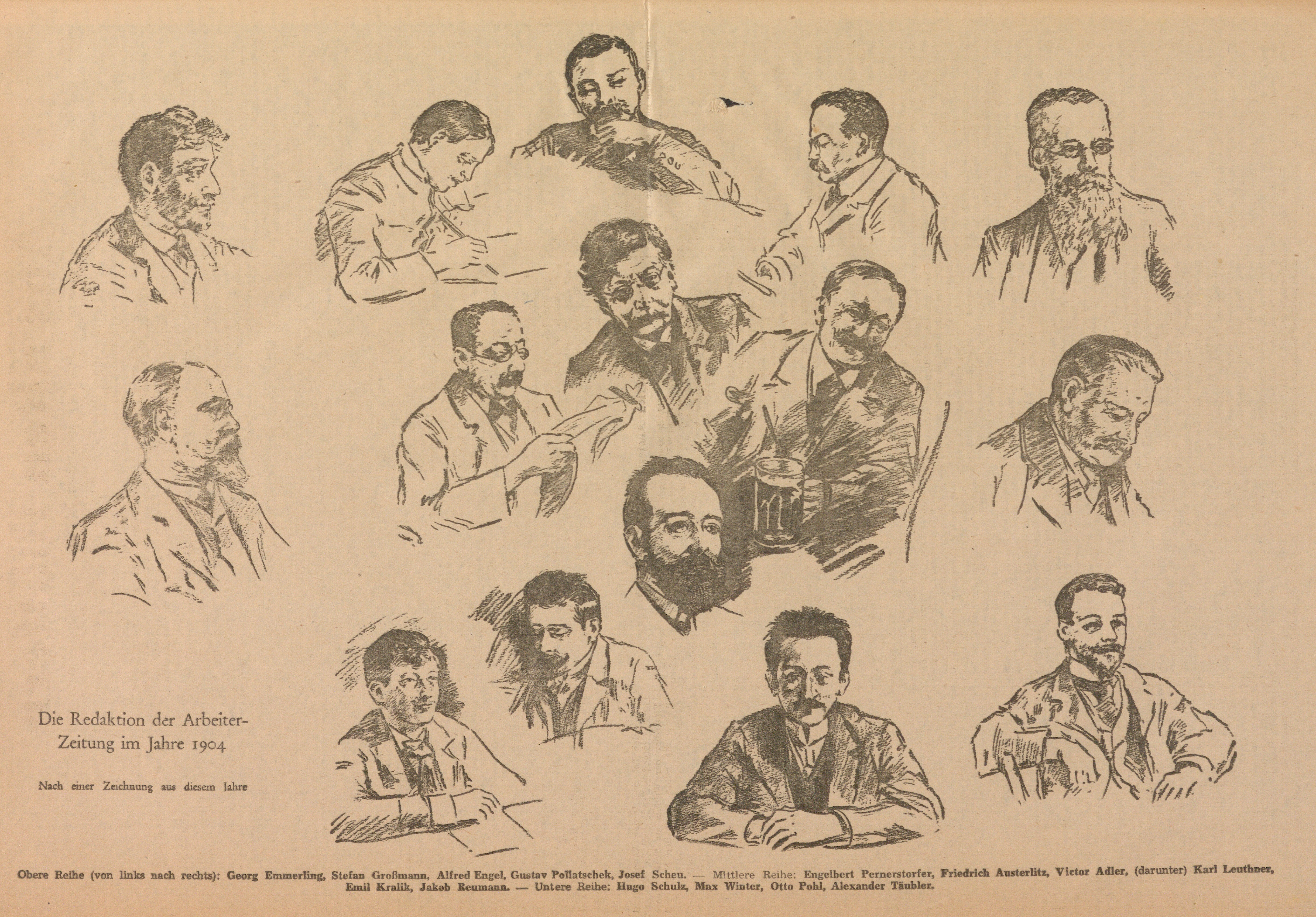
Die Redaktion der Arbeiter-Zeitung 1904: Georg Emmerling, Stefan Großmann, Alfred Engel Gustav Pollatschek, Josef Scheu. - Mittlere Reihe: Engelbert Pernerstorfer, Friedrich Austerlitz, Victor Adler, (darunter) Karl Leuthner, Emil Kralik, Jakob Reumann. - Untere Reihe: Hugo Schulz, Max Winter, Otto Pohl, Alexander Täubler

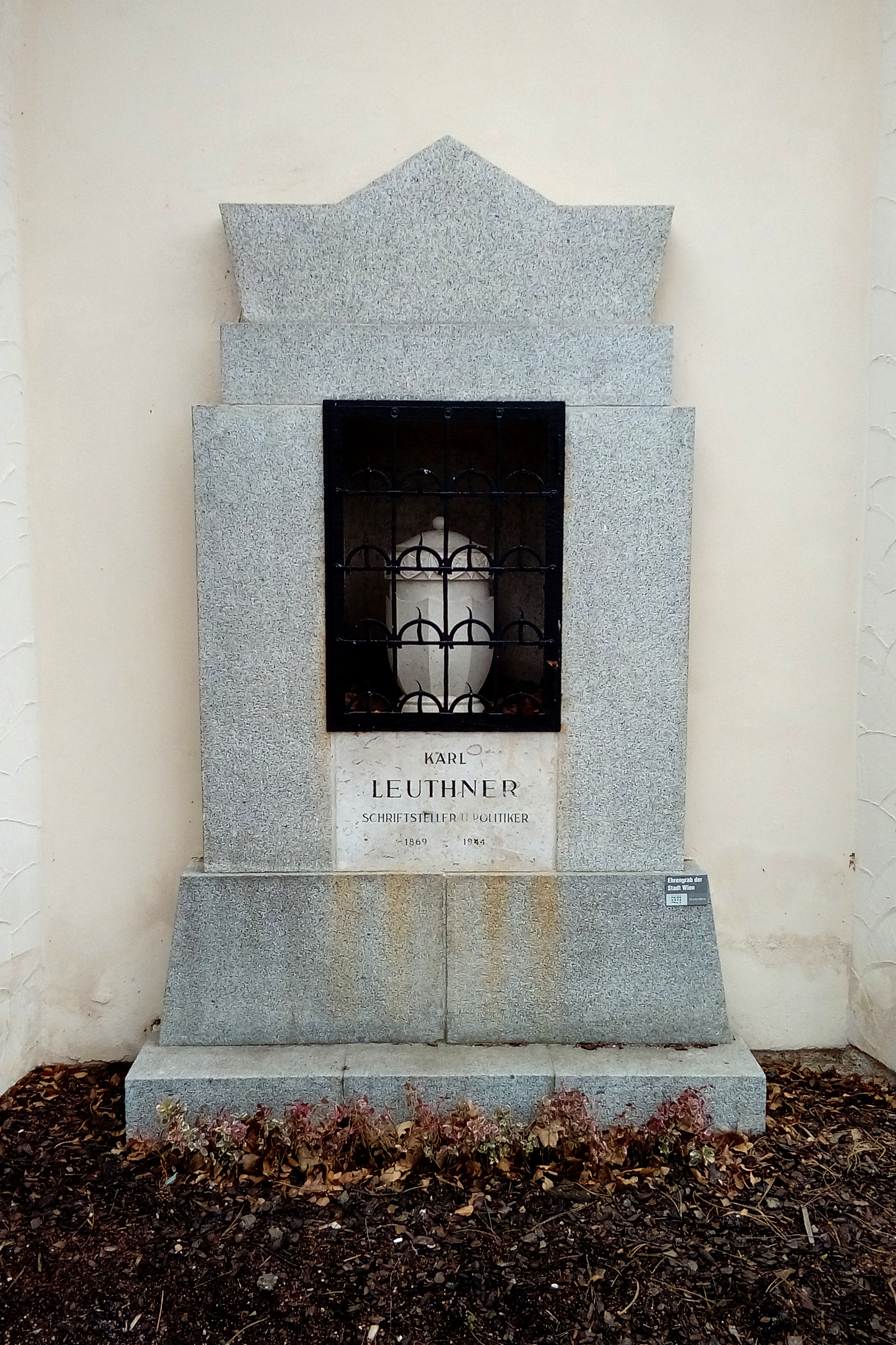
Ehrengrab von Karl Leuthner

Karl Leuthner (* 12. Oktober 1869 in Padochau, Böhmen; † 8. Mai 1944 in Wien) war ein österreichischer Politiker der Sozialdemokratischen Arbeiterpartei (SDAP).

## Ausbildung und Beruf
Nach dem Besuch der Mittelschule in Brünn studierte er an der Universität Wien das Studium der Rechte, allerdings ohne Abschluss. Er wurde Leutnant der Kavallerie. Nachdem er anlässlich des zehnten Todestages von Karl Marx eine Gedenkrede gehalten hatte, wurde er degradiert, mit der Begründung er habe die „Standesehre der Kavallerie“ verletzt. Er schloss sich den Sozialdemokraten an und wurde 1895 von Victor Adler als Redakteur für außen- und sozialpolitische Berichterstattung zur „Arbeiter-Zeitung“ geholt. Als Fachmann für Militärwesen und internationale Beziehungen wurde er 1911 ins Abgeordnetenhauses gewählt. Innerhalb der SDAP stand er am rechten Rand, so sprach er sich etwa 1907 am Internationalen Sozialistenkongress für einen „vernünftigen“ Kolonialismus aus und teilte die Ansichten Eduard Bernsteins von einer „realistischen Kolonialpolitik“. Er verfasste zahlreiche politische und religionsgeschichtliche Broschüren und Bücher.

## Politische Funktionen
- 1911: Abgeordneter des Abgeordnetenhauses im Reichsrat (XII. Legislaturperiode), Klub der deutschen Sozialdemokraten (Wahlbezirk Österreich unter der Enns 13)
- 1934: vollkommener Rückzug ins Privatleben

Er war auch im Vorstand des Österreichisch-Deutschen Volksbundes vertreten.

## Politische Mandate
- 21. Oktober 1918 bis 16. Februar 1919: Mitglied der Provisorischen Nationalversammlung, SDAP
- 4. März 1919 bis 9. November 1920: Mitglied der Konstituierenden Nationalversammlung, SDAP
- 10. November 1920 bis 1. Oktober 1930: Mitglied des Nationalrates (I., II. und III. Gesetzgebungsperiode), SDAP
- 2. Dezember 1930 bis 17. Februar 1934: Mitglied des Nationalrates (IV. Gesetzgebungsperiode), SDAP

## Tod
Karl Leuthner starb am 8. Mai 1944 in Wien. Nach dem Zweiten Weltkrieg erhielt er ein Grab im Urnenhain der Feuerhalle Simmering (Abteilung ML, Gruppe 1, Nummer 1G). Dieses zählt zu den ehrenhalber gewidmeten bzw. ehrenhalber in Obhut genommenen Grabstellen der Stadt Wien.

## Ehrungen
- 1949 wurde der Leuthnerhof im 6. Wiener Gemeindebezirk Mariahilf nach Leuthner benannt.

## Publikationen
- Russischer Volksimperialismus. Berlin, S. Fischer Verlag 1915.